# 德国铁路

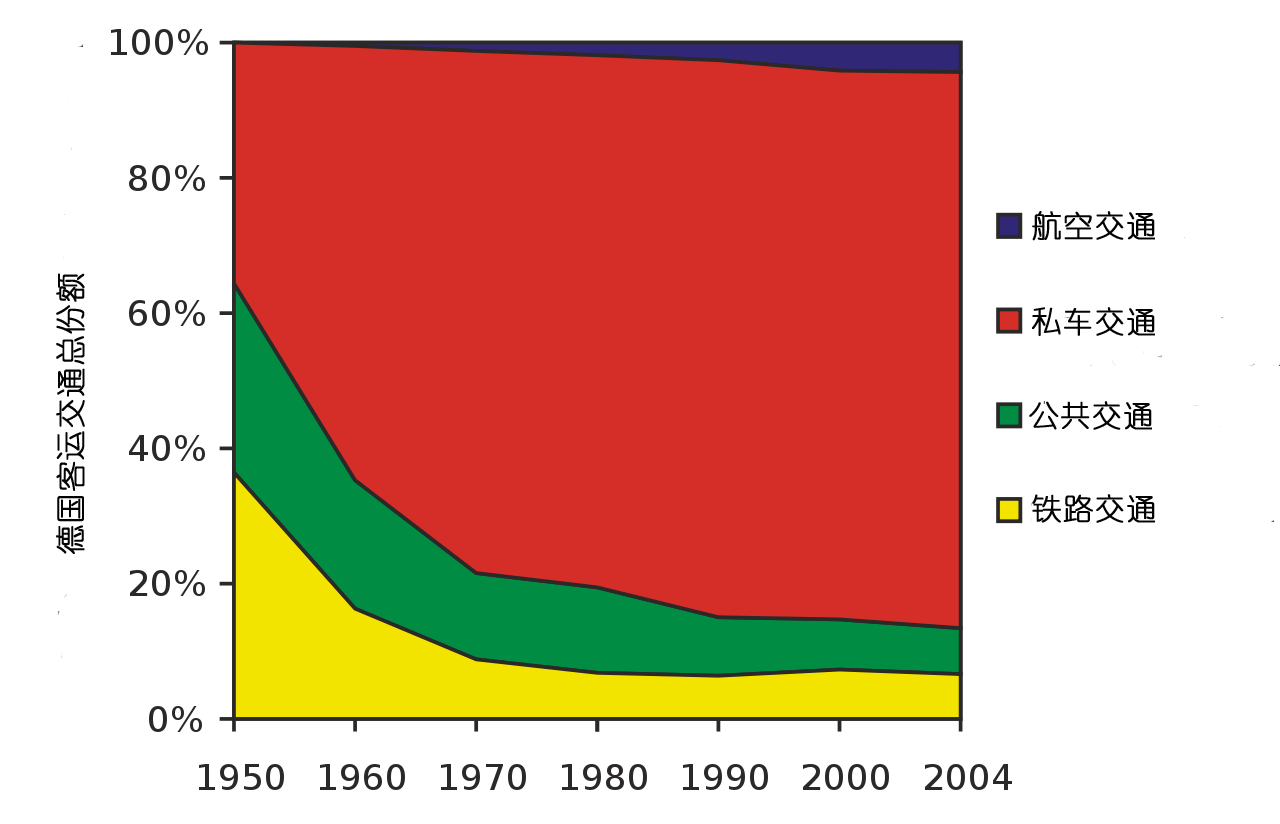
德国的客运份额（来源：德国联邦交通及住建部)

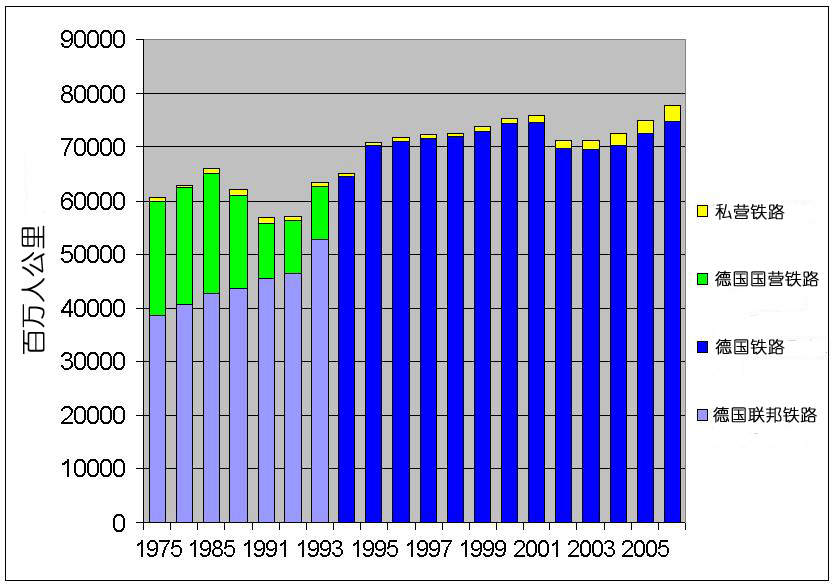
德国铁路客运的运输能力（来源：德国联邦交通及住建部及德国联邦统计局）

德国铁路股份公司（德語：Deutsche Bahn AG）一般简称为德国铁路或德鐵（DB），是一家总部设于柏林的德国国有运输公司，于1994年在法兰克福创立，由原德国联邦铁路及德国国营铁路合并而成。公司重新于2000年迁至柏林，入驻位于柏林波茨坦广场旁新落成的铁路塔。该集团的开发和其它一些中央部门则仍设在法兰克福。目前，它是仅次于德国邮政的世界第二大运输企业，也是欧洲最大的铁路运营商及铁路基建商。因政府長年對德鐵的投資不足，以致2020年代的列車到站準點率降到50-60%（尚不計誤點6分鐘內與直接取消的班次）而重創德鐵聲譽。
德国铁路的企业结构为康采恩式，并拥有超过1000家分支机构或子公司。其中在铁路运输行业最著名的有主营客运的德铁长途运输和德铁区域运输、以及主营货运的德铁信可铁路。德铁网络则作为铁路基础设施企业，拥有德国最大的铁路网络。德国铁路近半数的销售收入来自轨道交通业务；另一半则由运输及物流业务、以及服务供应商业务提供。
德国铁路股份公司的股本金额为21.5亿欧元，其中4.3亿为无面额股份。德国联邦政府拥有其全部的股权。由于联邦政府保留了全部股份，因此德国铁路本身不存在商业交易，其商业化操作由国家控股的下属私人公司完成。该公司的收入有部分来自于与公营机构的服务合同，以及政府对于维护和扩大基础设施建设的财政补贴。

## 发展

### 历史

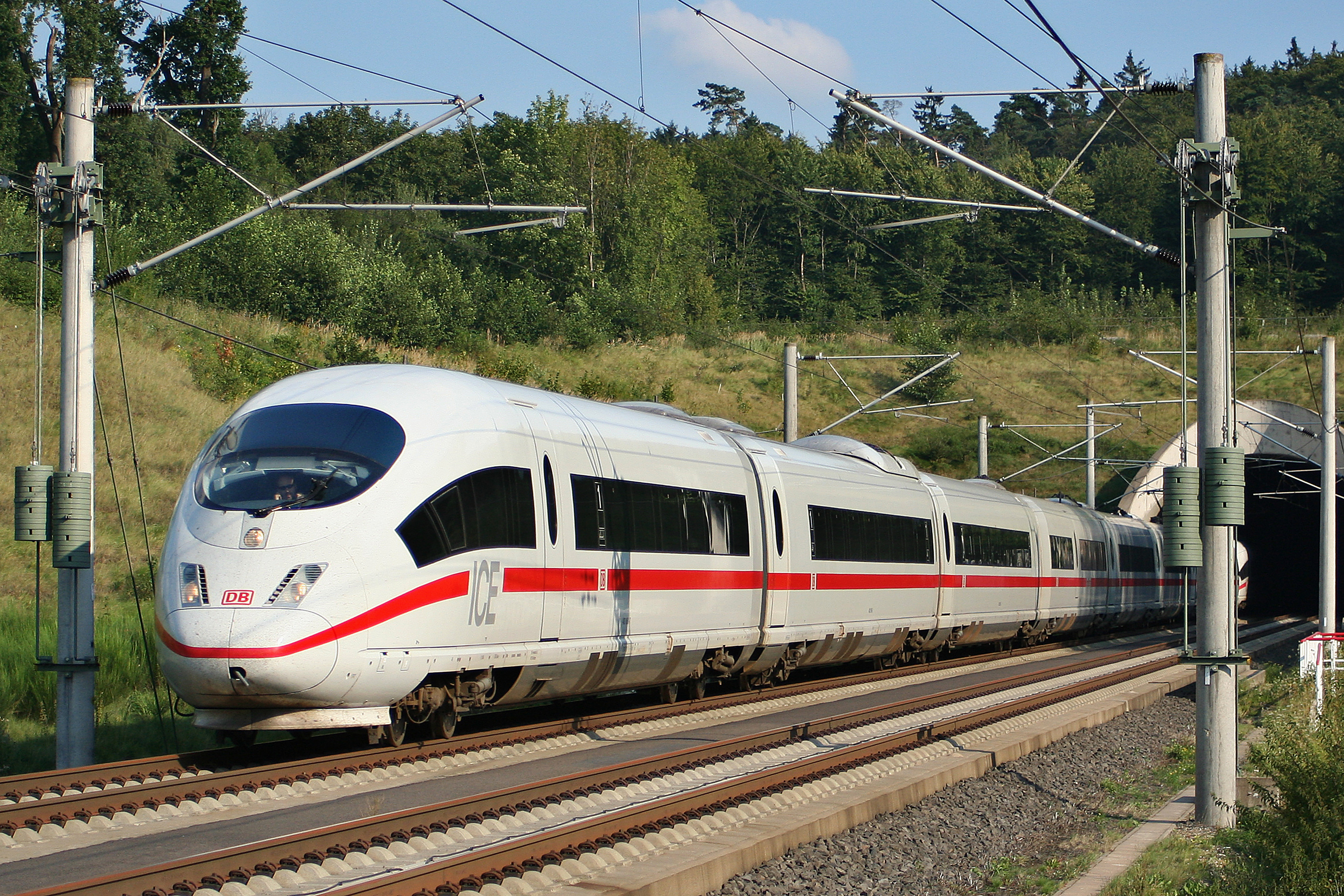
运营ICE-3列车是德国铁路的地位象征

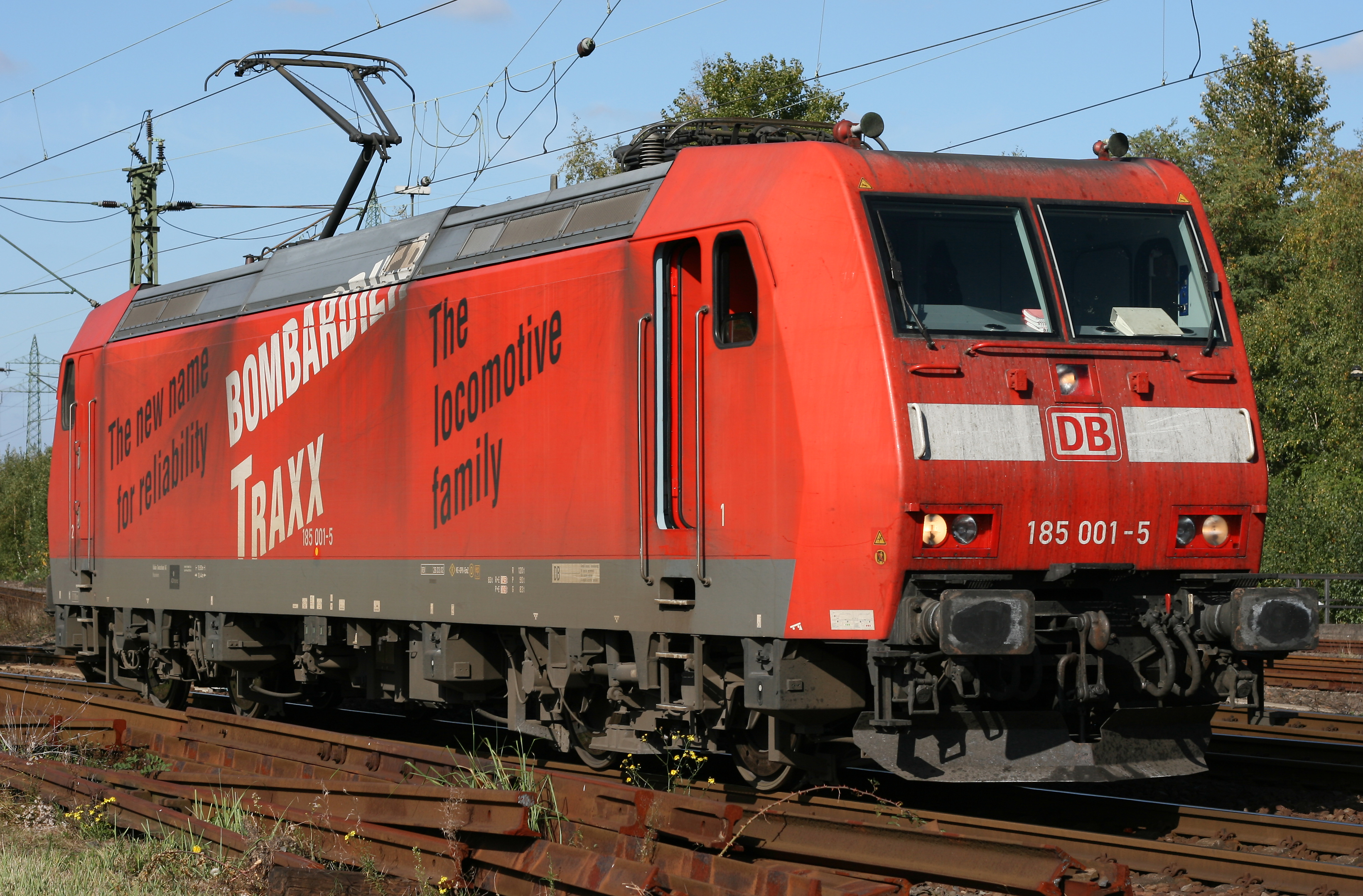
185型机车是德国为数最多的铁路机车，德铁拥有约400台

回顾1990年代初期，作为德国国铁的德国联邦铁路所经营的铁路在交通运输市场的份额于过去十年中不断减少，与此同时，道路运输的比重则获得持续增长。在此形势下，政府要求铁路必须再次夺回市场份额。然而，由国家垄断的国铁效率低下，铁路当局无法适应日益国际化的交通需求，而不同国家的铁路标准也限制了铁路运输的发展。随着欧洲共同体在1991年颁布第91/440/EWG号指令，欧洲的铁路市场开始重组。铁路部门应由行政机关转变为公司，并开放铁路网络，引入私营铁路运营商参与竞争。
在德国，联邦铁路仅1993年便录得79亿欧元的亏损。此外，它还需要接管德国国营铁路。在第一阶段的铁路改革中，德国联邦铁路与原西柏林的铁路资产管理局（Verwaltung des ehemaligen Reichsbahnvermögens）和原东德的德国国营铁路合并，重组为联邦铁路基金（Bundeseisenbahnvermögen）。随后立即由联邦铁路局（Eisenbahn-Bundesamt）接管，实行监管工作。前德国联邦铁路的官员作为联邦铁路基金的主管，于1994年1月将该基金企业化，创立了德国铁路股份公司。新公司将可根据客户或市场导向行事，并以盈利为目的。该公司的成立文件于1994年1月1日在柏林公证处签署。同年1月10日，庆祝两个前德国国铁合并的活动在柏林东站隆重举行。
随着铁路的合理化和现代化建设，因其对员工的要求日益严格而开始裁员，保留下来的员工仍有许多不确定性。德国铁路工人联盟（Gewerkschaft der Eisenbahner Deutschlands）在1995年发动的多项活动也令从业者对德国铁路丧失信心并不断辞职，铁路结构改革遭遇挫折。其新划分的业务部门，机车机务部以及动车管理部于1998年1月1日被解散，分拆为众多的资产。最后，自1999年1月1日起，根据法定的第二阶段铁路改革计划，公司的业务部门被转化为分别主营长途客运、短途客运、货运、基础设施和客运站场的股份制子公司，以提高其透明度。第三阶段铁路改革计划在2002年，解除全部控股公司的关联。
2003年7月初，公司的服务部门成立。这当中包括德铁能源（DB Energie）、德铁车队（DB Fuhrpark）、德铁服务（DB Services）和德铁通讯（DB Telematik）等子公司，主要负责铁路车辆的维修保养
。
尽管德国铁路在其成立10周年的庆典中盛赞了自身改革的成功，但运输界政治家获得的还是一个复杂的局面。其成功之处在于联邦政府对公司仅在投资和基础设施问题上进行干预，而铁路的日常业务则已分离。此外，铁路也受到了越来越多来自私营铁路运营商的竞争，并在没有财政补贴的情况下运作，但公共部门仍向短途客运投入近100亿欧元以支撑其基础设施的维护及扩展。然而，尽管在短途客运有大量的交通补贴，德国铁路的铁路货运市场份额和客运市场份额仅略有增加。因此，铁路改革的目标，将更多的运输市场份额转移到铁路并未達成。

### 大事记

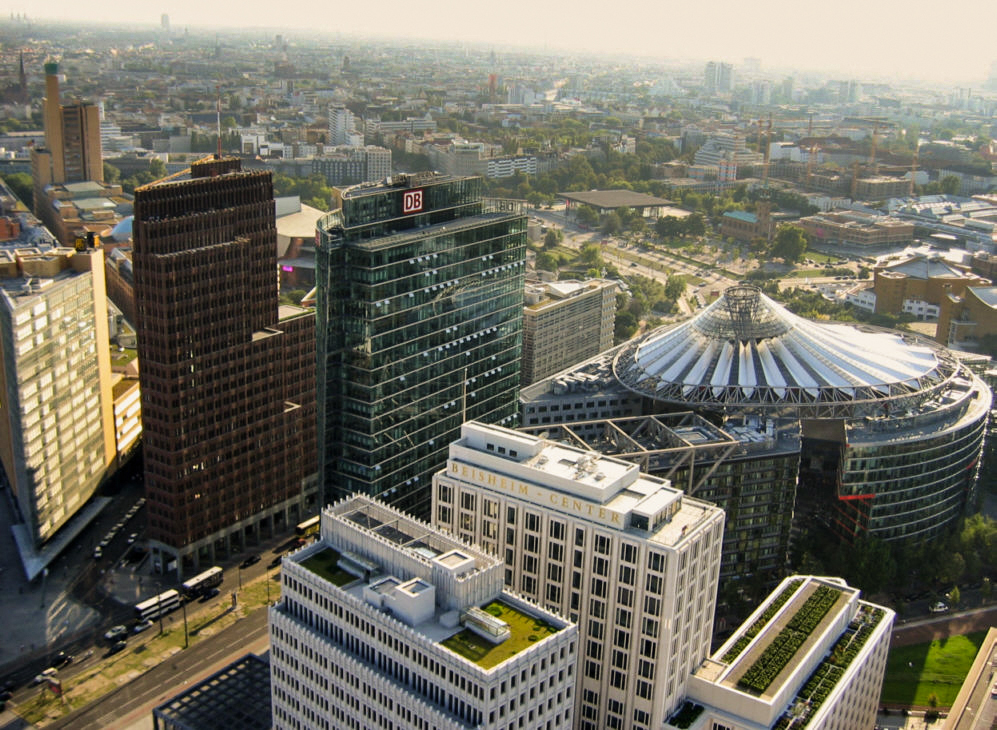
作为公司总部的铁路塔位于柏林波茨坦广场的索尼中心旁

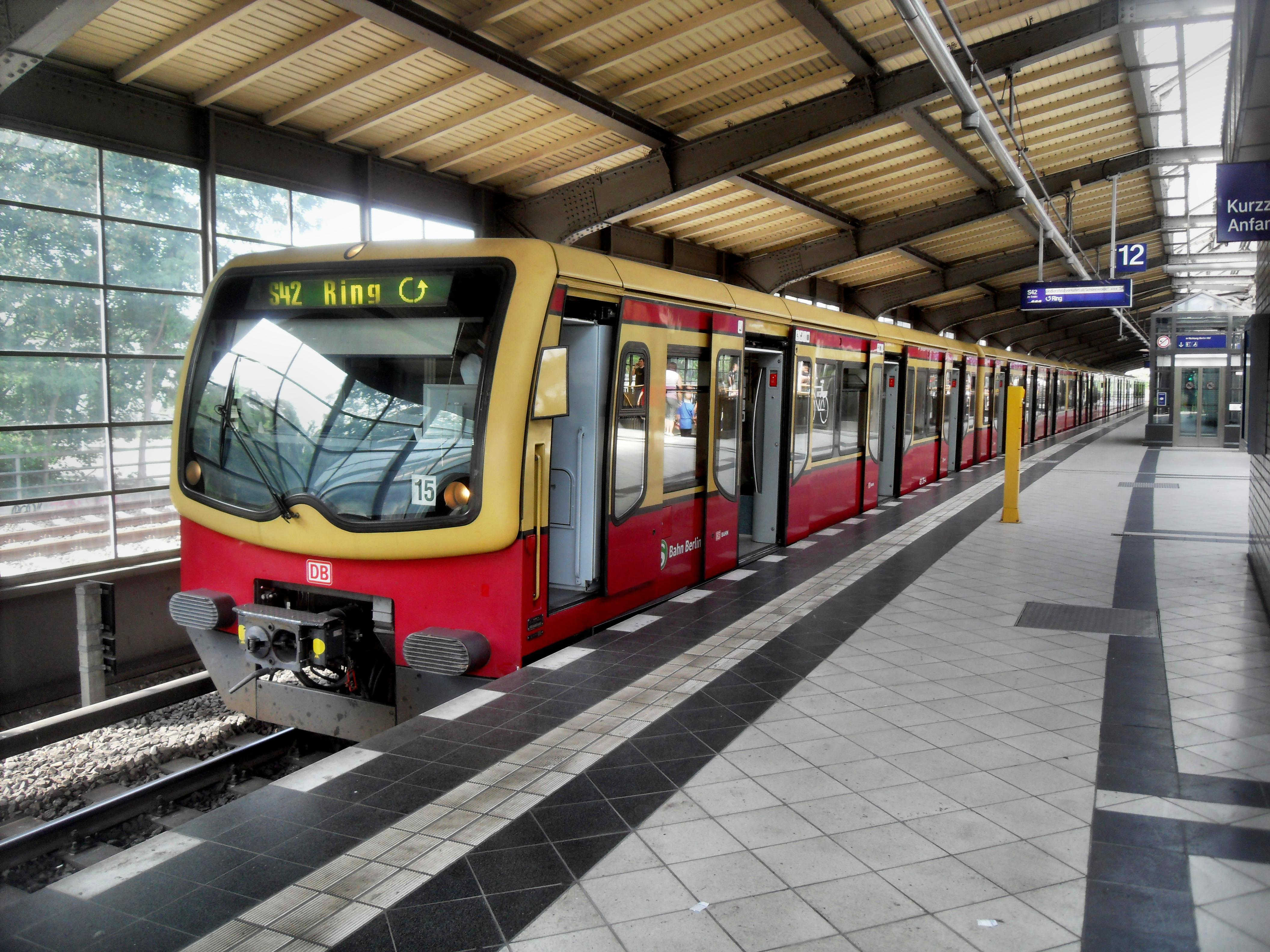
由德国铁路运营的柏林城市快铁

- 1993年，由德国联邦参议院提交德国联邦议院批准的铁路改革计划中正式提出组建德国铁路股份公司。1994年，德国铁路股份公司成立，并录入柏林的商业登记册。其首任总裁为海因茨·杜尔（Heinz Dürr）[17]。

- 1996年1月1日起，地方通勤铁路改为区域化运作，各联邦州直接调拨联邦政府基金参与运输服务。

- 1997年德国铁路将总部由法兰克福迁往柏林，并在2000年秋季入驻波茨坦广场旁的铁路塔。

- 1998年5月24日，柏林－漢諾威高速铁路投入服务，成为德国开通的第三条高速铁路新线。柏林至许多西部与南部目的地的旅行时间由此缩短了约45分钟。

- 1999年6月1日，根据1993年铁路改革的章程，德国铁路组建了4个全资股份制子公司，分别负责客运（两家公司）、货运和基建业务。

- 2001年1月起，德国铁路创办了属于自己的铁路电视台，并经营至2010年12月。此后，仅通过互联网以“德铁动态图像”的名义传播。

- 2002年，德国铁路股份公司通过并购斯廷内斯而收回了早在1991年从德国铁路脱离的信可物流。

- 2002年12月15日，随着新时刻表的变更作出了多项修正。新的定价系统付诸实施，并为45000名直接面向客户的员工更换新制服。与此同时，7条城际特快列车线路开始经由新建成的科隆－莱茵/美因高速铁路运行。

- 2004年12月12日，经过改造的柏林－汉堡铁路最高运行速度可达230公里/小时，在全长286公里的铁道上，旅行时间缩短了1个半小时。在接下来的几个月中，该线路的乘客人数大幅度上升。同时，欧洲铁路组织的“铁路旅客运输宪章”开始实施。

- 2006年1月31日，德国铁路以11亿美元的价格完成对美国布林克集团（The Brink's Company）旗下的伯灵顿环球（BAX Global）的收购，成为全球第二大物流集团。

- 2006年5月，柏林火車總站投入使用，与此同时，新的柏林铁路枢纽和柏林－哈勒/莱比锡铁路200公里时速改造也相继完成，各地间的行车时间得到显著降低。

- 2006年12月10日新的时刻表生效。自那时起慕尼黑－纽伦堡－莱比锡－柏林－汉堡以及慕尼黑－纽伦堡－法兰克福－科隆之间的城际特快列车服务達到每小时一班。在纽伦堡－慕尼黑以及科隆－法兰克福之间的城际特快列车则可達到每半小时1班。新建的纽伦堡－慕尼黑高速铁路使得由慕尼黑出发及抵达的旅行时间减少了约1个半小时。

- 2007年1月18日晚，受到风暴基里尔的影响，德国铁路旗下所有列车服务均停驶达数小时。

- 自2007年6月起，德国铁路获得大力士高速列车10%的股权。2007年7月10日，德国铁路和法国国家铁路开始共同经营法兰克福（经曼海姆、萨尔布吕肯）至巴黎的ICE列车以及慕尼黑（2007年12月9日起）或斯图加特（经卡尔斯鲁厄、斯特拉斯堡）至巴黎的TGV列车。

- 2010年3月，德国铁路宣布了一项价值29亿欧元、对英国公共交通运营商爱瑞发的收购计划[18]。收购程序在同年8月完成，欧盟委员会此前已批准了此项收购，但受到条件限制，德国铁路需要在一年内出售爱瑞发原本在德国境内的资产[19]。

### 私有化进程

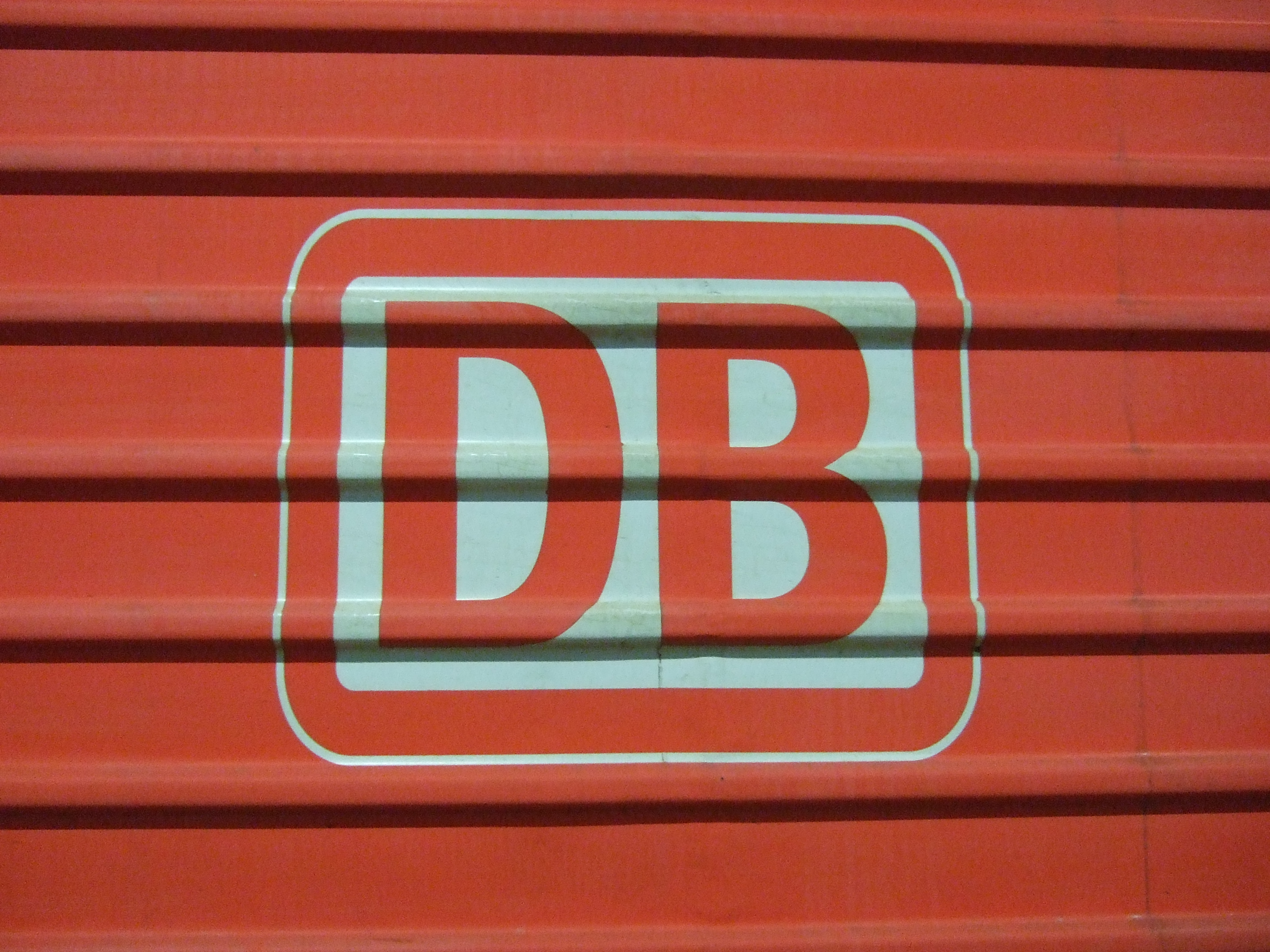
印于机车外侧的公司标志

2006年6月底，德国铁路董事会在一份公开声明中明确表示公司将进行首次公开募股。公司计划在2008年秋季将相当于总股本1/4比例的股份售予私人投资者，到2009年将達到出售最多49%的股份。
由一批财团组成的鉴定人就五种不同的私有化模式进行了讨论，并委托博思艾伦咨询公司对其自身带来的影响和其它可能的私有化收益、以及轨道交通的公共预算和竞争力进行评估。讨论的模式介乎于从现有的综合性集团整体出售股份或是在运输和基础设施业务分离后完全转变为私营运输企业。由于政治家和金融机构的强烈反对，整体私有化的模式在后续讨论中被摒弃。在2006年11月9日由当时的联合委员会审议通过的批准德国铁路部分私有化的资产中，主要包括客运、货运及物流服务的业务，而基础设施部分，例如车站和轨道仍完全归国家所有。为此，计划私有化的业务部门在2008年捆绑为德国铁路的全资子公司：德铁机动物流。
私有化的反对者认为，类似的英国铁路私有化发展已造成线路设置和服务恶化的直接后果。并认为国家补贴在铁路服务私有化后并不会减少，以募集资金分红为目的的紧缩强制性开支更会导致服务品質的下降 。德国铁路预计派发3-4%的股息。由德国工业协会和德国工商业协会进行的一项研究表明，铁路的私有化计划为满足投资者的收益预期，在路网改造和技术保护措施必须由联邦政府资助。只有在政府补贴的情况下才有可能達到预期的回报。对私有化铁路的资助有利于吸引私人投资者，但政治实施则面临较大的阻力。
2008年5月30日，德国联邦议院批准了德国铁路公司部分私有化计划，这为德国铁路上市扫清了道路。然而在2008年底，由于受到2000年代後期環球金融危機的不确定因素影响，计划中的资本私有化进程被无限期推迟。至2011年1月，首次公开募股计划已被完全取消。同年3月，德国铁路总裁顾儒伯强调，首次公开募股已不再列入公司议程。

### 基建分离和运营
对于德国铁路康采恩的铁路运输企业（如德铁区域运输、德铁长途运输）是否应当从铁路基础设施企业（如德铁网络、德铁能源）中完全独立出来仍有争议。
欧盟委员会就德铁网络内部缺乏独立的控股结构而对德意志联邦共和国发起法律诉讼。但欧洲法院截至2012年6月仍未判决。德国反垄断委员会在2009年9月的一份特别报告中建议，应尽快将德国铁路的运输业务私有化，并建立一个独立的基础设施部门。只有这样才可创造一个公平的竞争环境，符合消费者的利益。

## 组织

### 业务部门
| 联营企业     | 2005年  | 2006年  |
| ------------ | ------- | ------- |
| 德铁长途运输 | 0.50亿€ | 1.24亿€ |
| 德铁区域运输 | 5.54亿€ | 6.90亿€ |
| 德铁城市运输 | 1.15亿€ | 1.54亿€ |
| 德铁信可铁路 | 0.12亿€ | 2.26亿€ |
| 德铁信可物流 | 2.57亿€ | 3.67亿€ |
| 德铁网络通路 | 0.17亿€ | 1.00亿€ |
| 德铁网络客站 | 1.36亿€ | 1.36亿€ |
| 德铁服务     | 1.28亿€ | 0.31亿€ |
| 其它投资     | 4.68亿€ |         |

由董事会委任的各类联营企业共拥有超过23万名雇员

德国铁路的主要业务为运营德国境内的轨道交通事业，其过境连续运行和物流链的构建发挥着核心作用。除了客运和货运服务外德国铁路还运营有交通基础设施及其它类别的服务。这三大领域部门以企业的方式运作，每个部门的负责人均为集团董事会的成员之一。
集团的现有架构是自2005年3月17日起重组，自那时起营运部门将直接向集团董事会报告。

#### 客运

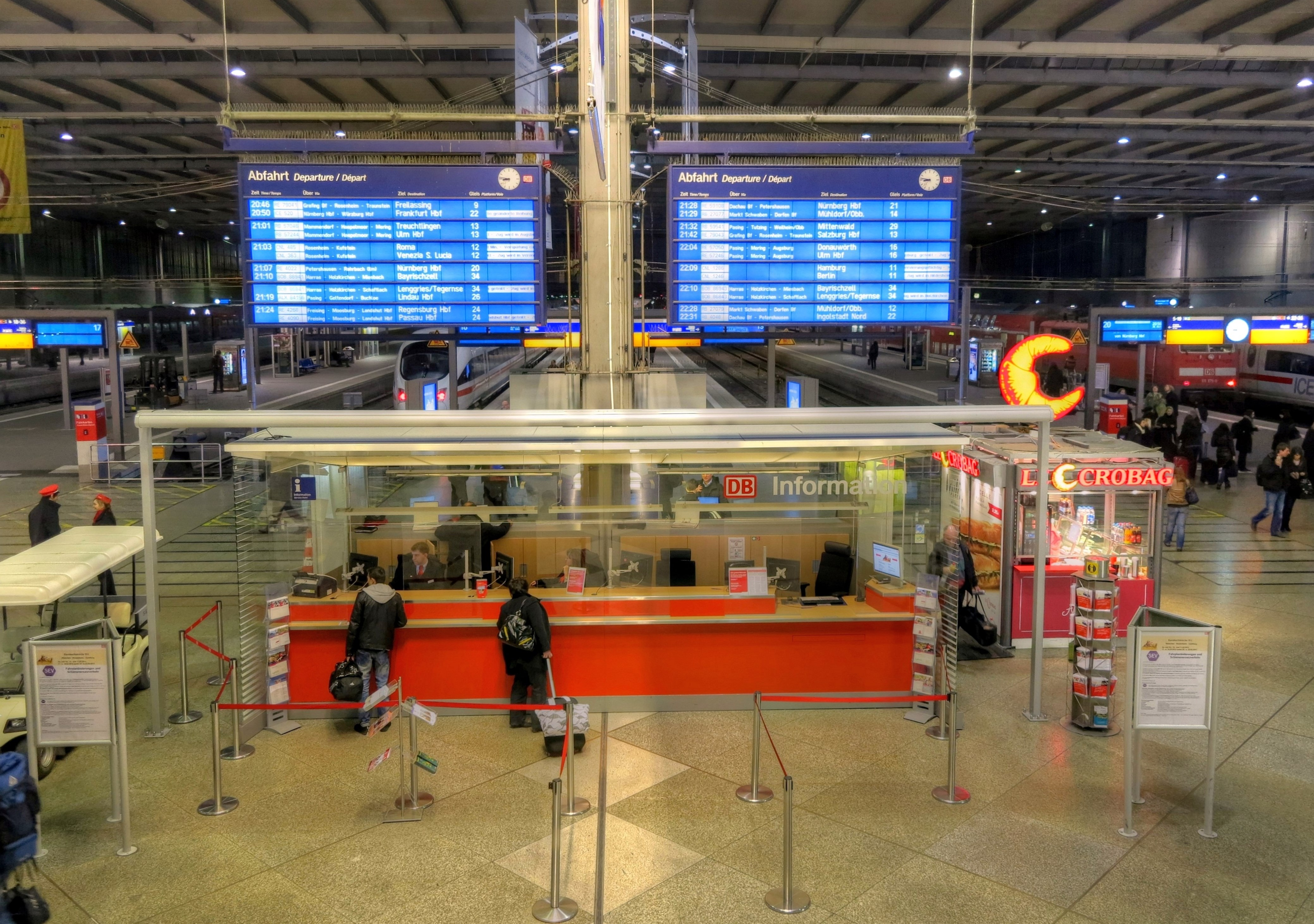
慕尼黑中央车站内的德铁咨询台

客运部门主要分成“德铁线路长途运输”、“德铁线路区域运输”和“德铁爱瑞发”3个业务单位。
2007年，铁路长途客运发送量录得1.187亿人次，这一业绩大部分由德铁长途运输股份公司提供的国内及国际长途列车服务完成。
短途客运方面，2005年共覆盖超过11亿人次合共338.09亿客公里。区域业务部门的客运销售占财政收入的32%，另外67%的资金则来自法律规定的地方政府通过中央的财政拨款。
原城市运输业务部门在2005年至2010年期间负责经营柏林和汉堡的城市快铁以及众多的巴士服务。两条S-Bahn网络在2005年发送乘客约5.244亿人次，总里程达51.04亿公里。
在2011年德国铁路完成对爱瑞发的收购后，便将其改组为新的客运部门。德铁城市运输有限公司与德铁区域运输股份公司合并入德铁线路区域运输。自此德国国内的客运业务主要由德铁线路区域运输负责，德铁爱瑞发则提供德国境外的经营活动。

#### 货运及物流
货运及运输部门在市场上拥有德铁信可物流和德铁信可铁路2个业务单位，它们组合为德铁信可，同时开展多种样式的联运业务。

#### 基础设施
基础设施部门主要分为路网、客运站场及能源3大业务领域。主营建设和维护的德铁规划建设有限公司（DB ProjektBau GmbH）也被编入此部门，但不属于同样的业务领域。

## 营运数据
在德国每天运行的列车大约为37000班次。大多数的列车均由德国铁路下属的24家铁路企业开行。德国铁路还拥有继瑞士联邦铁路和日本JR集团后，世界第三密集的铁路网络。至2012年9月，德国铁路客运列车的准点率达到94.4%。
2006年3月31日，德国铁路股份公司执行董事会在新闻发布会上介绍，其2005年的营业利润、销售额及乘客人数均为历史上最成功的。其利润的60%来源于在世界范围内通过路运、水运和空运经营的物流领域。
根据2007年德国铁路披露的数据显示，公共资金在其营业额中所占的比例约为15%。
据该公司介绍，2007年其物流营业额达71亿欧元，为德国物流业界最高（市场总额为2050亿欧元）。
2008年公司的销售增长达21.43亿欧元，其中9.74亿来自并购。截至2008年底，公司在德国以外的员工约为57,000人
。
截至2007年11月30日，德国铁路共有42935名公务员编制的雇员，并有3696名公务员指派休假。基于法定退休年龄为65岁，预计至2015年秋将仍有4.2万名公务员在职，至2025年为15500人，至2035年为1600人左右，而从2041年开始，公务员编制将基本从德国铁路中消失。公司向联邦铁路基金支付的公务员经费堪比普通雇员。2006年公司共为此支付了15.37亿欧元。而作为公务员编制的德国联邦铁路已早在1992年结束运营。德国铁路预计到2015年，员工的平均年龄将在50岁以上。
自2011年起，德国铁路向其唯一持有者德国联邦政府每年支付数额达5亿欧元的股息。由2012年至2014年则增加至5.25亿欧元。铁路股息将用于偿还周期性的轨道融资。
| 每年12月31日数据                 | 2003    | 2004    | 2005    | 2006    | 2007    | 2008     | 2009    | 2010     | 2011     | 注释                       |
| -------------------------------- | ------- | ------- | ------- | ------- | ------- | -------- | ------- | -------- | -------- | -------------------------- |
| 营业额（亿欧元）                 | 230.29  | 239.62  | 250.55  | 300.53  | 313.09  | 334.52   | 293.35  | 344.10   | 379.79   |                            |
| 纯利（亿欧元）                   | –2.45   | 1.80    | 6.11    | 16.80   | 17.16   | 13.21    | 8.30    | 10.58    | 13.32    |                            |
| 总负债（亿欧元）                 | 476.47  | 476.16  | 471.01  | 484.40  | 485.29  | 481.93   | 473.03  | 520.03   | 517.91   |                            |
| 雇员                             | 242,759 | 225,512 | 216,389 | 229,000 | 237,078 | 240,242  | 239,828 | 276,310  | 285,319  |                            |
| 经营场所（火车站、停车点及其它） | 5,665   | 5,697   | 5,707   | 5,730   | 5,699   | 5,718    | 5,707   | 5,700    | 5,685    |                            |
| 路网总长（公里）                 | 35,593  | 34,718  | 34,211  | 34,122  | 33,978  | 33,862   | 33,721  | 33,723   | 33,576   | 几乎包含德国所有的干线铁路 |
| 客运运输能力：                   |         |         |         |         |         |          |         |          |          |                            |
| 乘客量（亿人次）                 | 16.82   | 16.95   | 17.85   | 18.54   | 18.35   | 19.19    | 19.08   | 19.50    | 19.81    | 2008年起包含境外业务       |
| 人公里（亿）                     | 695.34  | 702.60  | 725.54  | 747.88  | 747.92  | 777.91   | 767.72  | 785.82   | 792.28   | 2008年起包含境外业务       |
| 货运运输能力：                   |         |         |         |         |         |          |         |          |          |                            |
| 货运量（亿吨）                   | 2.823   | 2.836   | 2.665   | 3.076   | 3.128   | 3.787    | 3.410   | 4.154    | 4.116    |                            |
| 吨公里（亿）                     | 798.64  | 839.82  | 831.11  | 963.88  | 987.94  | 1,136.34 | 939.48  | 1,057.94 | 1,119.80 |                            |
| 路网运输能力：                   |         |         |         |         |         |          |         |          |          |                            |
| 德铁列车线公里（亿）             | 9.178   | 9.127   | 8.877   | 8.88    | 10.50   | 10.43    | 10.03   | 10.34    | 10.51    | 所有类别列车的运行里程     |
| 外部公司线公里（亿）             | 0.71    | 0.88    | 1.10    | 1.28    | 1.47    | 1.62     | 1.70    | 1.95     | 2.19     |                            |

## 批评

### 监听丑闻
2009年1月底，一名德国博客作家在网上公布了一份德国铁路和德国网络有限公司（Network Deutschland GmbH）的合作备忘录，内容涉及对所有德铁员工私人电子邮件的监视和删除。事件引起德国各大媒体的追踪爆料。德国铁路随即以不正当竞争和非法传播信息为由对此发出删文警告，并坚称公司从1998年开始采取的大规模行动只是为了防范和打击贿赂与经济犯罪行为。然而随着事件的升级，德国联邦交通部出面表态希望澄清事实。而德国铁路联盟等工会组织和一些政党也坚持指责德国铁路违反了对企业员工的数据保护法。
面对压力，德国铁路监事会联合德国经济调查协会于2009年2月组成了一个多方特别调查小组，并最终于3月底公布了最终调查结果。据两名特别调查员及毕马威会计师事务所提供的数据证实，多年来德国铁路一共对7到8万名员工的私人电邮进行了“系统过滤”，经处理的邮件最多每天达14万5千封，并在2007年秋季成功拦截并阻止了经电子邮件传播的火车司机工会罢工提議。在丑闻持续扩大的不利影响下，原德国铁路总裁梅多恩（Hartmut Mehdorn）及几名董事会成员相继宣布引咎辞职。新任总裁顾儒伯表示期待一个新的开端，新董事会将重视并保护员工的隐私与合法权益 。2009年10月，柏林的数据安全官亚历山大·迪克斯（Alexander Dix）宣布德国铁路违反了多项数据保护法条款，将对其处以110万欧元的罚款。德国铁路已接纳判决。

### 柏林城市快铁的隐患
2009年7月，联邦铁路局证实在柏林城市快铁中使用的481型及482型动车组轮轴大多存在安全隐患。这对其造成了数个月的亏损。据柏林交通参议员英格伯格·容格-雷耶尔（Ingeborg Junge-Reyer）预计，直至2013年车辆运行才可全面正常化。

## 代码共享
德国铁路也与美国航空、阿联酋航空、中華航空、巴西天马航空和汉莎航空等航空公司实施代码共享，提供由法兰克福机场至科隆、波恩、杜塞尔多夫、弗赖堡、汉堡、汉诺威、曼海姆、慕尼黑、纽伦堡和斯图加特等地的空铁联运服务。其IATA航空公司代码为“2A”。